# Trute
Trute es una freguesia portuguesa del concelho de Monção, con 4,71 km² de superficie y 278 habitantes (2001). Su densidad de población es de 59 hab/km².